# Stromhändler
Ein Stromhändler handelt mit elektrischer Energie (umgangssprachlich „Strom“). Den Strom kann er am Markt beschaffen, z. B. an der Strombörse, bei Kraftwerken oder anderen Energieerzeugern. Zur Versorgung seiner Kunden nutzt er das Netz des örtlichen Netzbetreibers und zahlt diesem dafür ein Netzentgelt. Bisher sind Stromhändler oft gleichzeitig die örtlichen Netzbetreiber (z. B. Stadtwerke oder regionale Versorger). Im Rahmen des Energiewirtschaftsgesetzes wird eine Trennung von Strom- und Netzgeschäft gefordert. Dies soll den Wettbewerb beim Strom fördern und Stromhändlern ohne Netz gleiche Chancen eröffnen.